# Trun
«Trun» (1985, Ленинград, СССР) — псевдоним российского художника стрит-арта Александра Трунилова, работающего в жанре уличного искусства с 2006 года. Он также известен как график, автор станкового искусства, куратор выставок и педагог.

## Биография
Александр Трунилов родился в 1985 году в Ленинграде. В начале 2000-х художник участвовал в творческом коллективе Funk Fanatix, а в 2008 выступил сооснователем команды Top and Dope (TAD), которая приобрела международную известность. В частности, в 2009 году команда выиграла финал международного конкурса Write4gold в Берлине. Уже к 2008 году его считали одним из лучших райтеров в России. В 2014 году Франк Мальт включил художника в книгу о 100 лучших художниках граффити в Европе.
В 2007, 2008, 2009 и 2011 годах художник был участником и организатором российских версий международного фестиваля Meeting of Styles.
Trun известен тем, что выступает за легализацию граффити. В частности, в августе 2012 году во время проведения фестиваля graFFFest в Санкт-Петербурге, Trun вместе с другими художниками подписал открытое письмо к администрации о выделении уличным художникам специальных мест для творчества. В сентябре 2014 года в Петербурге торжественно открылась первая легальная стена для граффити, художник провёл мастер-класс во время этого мероприятия.
В 2010-х художник принял участие в нескольких крупных выставках и фестивалях стрит-арта: «Артмосфера» в московской галерее Artplay (2014) StreetFire в Москве (2015) «Арт-Стена 2015» в Центре Курехина (2015), «Место» в Нижнем Новгороде (2017), «Конфликт/Испытание» в Музее искусства Санкт-Петербурга XX—XXI веков (2017), «Нелишний человек» (2017).
В январе 2020 года Trun участвовал в выставке «Коммуналка» в московской галерее «Триумф». В апреле 2022 года он принял участие в выставке «Стрит-арт застава», которую организовал музей «Невская застава». Летом того же года в Полуциркульном выставочном зале Конюшенного корпуса Центрального парка культуры и отдыха имени Кирова (Санкт-Петербург) прошла первая персональная выставка художника «Знак сокрытия».